# Guido de Probizer
Guido de Probizer (Rovereto, 26 aprile 1849 – Rovereto, 11 maggio 1929) è stato un medico italiano. Contribuì in modo decisivo nella lotta contro la pellagra.

## Biografia

### I primi anni
Guido de Probizer nacque il 1849 a Rovereto, in quell'epoca parte dell'Impero austriaco, da Sebastiano e Emilia de Vecelli. Fu l'ottavo di dieci figli della coppia. Fino all'età di cinque anni la famiglia abitò a Sacco dove i de Probizer, originari di San Paolo oggi frazione di Appiano a sud di Bolzano, si erano trasferiti nel XVII secolo. A Sacco la famiglia de Probizer si occupò un po' di tutto ciò che riguardò la spedizione fluviale con le zattere sul fiume Adige. Nel 1781 acquistarono la dignità nobiliare dall'imperatore Giuseppe II con il predicato di Weißenberg e Rothenstein. Alla fine dell'Ottocento la famiglia si divise in due rami, quello di Sacco e quello di Isera. Quest'ultima andò ad abitare nell'omonimo palazzo a Isera dove si trasferì nel 1854 anche Sebastiano, il padre di Guido, e la sua famiglia.
Guido frequentò l'Imperial Regio Ginnasio di Rovereto. Il suo interesse per le scienze naturali, soprattutto per l'ornitologia e l'entomologia, lo portarono in contatto con Fortunato Zeni fondatore del Museo civico di Rovereto e all'età di 16 anni Guido divenne il suo assistente. La tragica morte di una giovane contadina che lavorò per la sua famiglia lo colpì profondamente in quel periodo ed ebbe una certa influenza sul suo futuro. La quindicenne in un atto di follia attribuito alla pellagra, si era suicidata gettandosi nell'Adige per trovare sollievo al bruciore della pelle causato dalla malattia.
Finito gli studi ginnasiali si iscrisse nel 1866 alla facoltà di medicina e chirurgia presso l'Università degli Studi di Padova. Nel semestre invernale 1869-1870 cambiò università e continuò i suoi studi presso l'Università di Vienna che terminò nel 1872 con il titolo di dottore di medicina. In seguito si specializzò sempre a Vienna in ostetricia e nel 1874 in chirurgia. Subito dopo si sposò con Alma de Wasshuber, nobile viennese con ascendenza trentina, la madre era una Benoni, famiglia originaria di Chienis in Val di Gresta. Dal matrimonio nacquero tre figli, Sebastiano (1875), Emma (1876) e Beatrice (1878).
De Probizer rimase ancora per alcuni anni a Vienna come assistente medico. In quel periodo tradusse alcuni testi medici dal tedesco all'italiano e fu nominato membro della facoltà di medicina di Vienna. Tra il 1876 e il 1877 ritornò in Trentino dopo aver concorso con successo al posto di medico distrettuale superiore a Riva. Al rientro divenne anche socio dell'Accademia Roveretana degli Agiati per merito dell'attività scientifica finora svolta. 
A Riva si occupò soprattutto di questioni igieniche. Nel 1887 si trasferì con la famiglia a Rovereto e si stabilì nel suo nuovo ufficio a palazzo Alberti, coprendo le stesse mansioni svolte precedentemente a Riva. Nella Vallagarina si confrontò però con una malattia, la pellagra, che praticamente non era presente nell'Alto Garda.

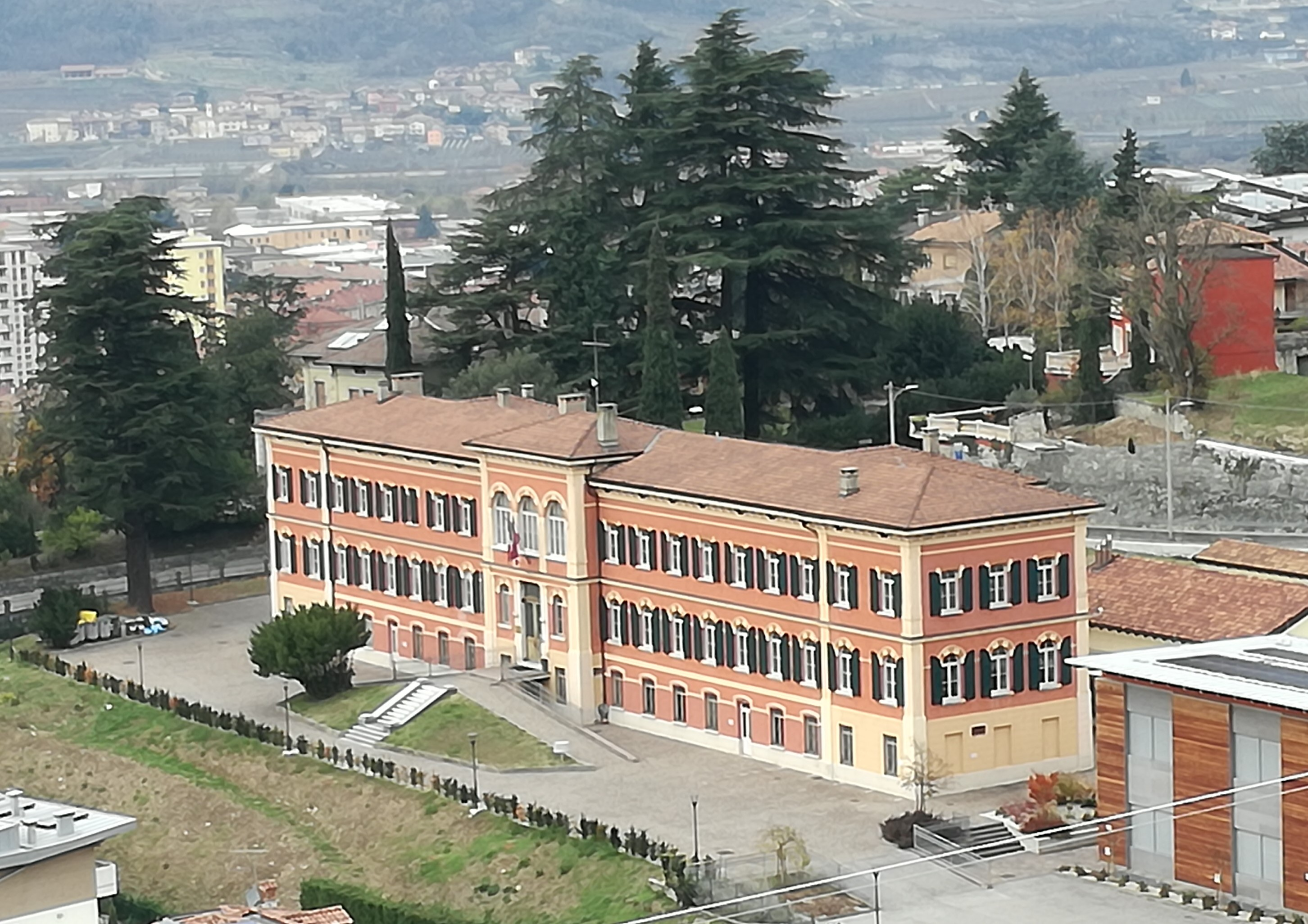
L'ex istituto pellagrosario di Rovereto inaugurato nel 1905

### La lotta contro la pellagra
Al distretto di Rovereto fecero capo 42 comuni. Fu il territorio più colpito della pellagra in Trentino. Già Goethe notò nel 1786 durante il suo viaggio in Italia lo strano aspetto della popolazione, ma il primo morto per pellagra fu registrato, a causa della scarsa conoscenza della malattia, solo nel 1791 nel comune di Pomarolo. Inoltre il problema, a differenza del Regno d'Italia, non era molto seguito nella monarchia asburgica, anche se già nel 1822 Pietro Stoffella originario di Raossi in Vallarsa dedicò la sua tesi alla pellagra. Durante il XIX secolo la situazione si aggravò con l'impoverimento della popolazione rurale a causa dei nuovi confini doganali dopo le guerre d'indipendenza italiane nonché a causa dell'arretratezza e della frammentazione agricola nel Trentino. Di conseguenza la polenta, cibo economico e saziante, diventò parte fondamentale della dieta e per alcuni unica fonte di nutrimento. Questo comportò che dagli anni ottanta la malattia diventò endemica nel Trentino.
Nel distretto di Rovereto la pellagra era diffusa soprattutto tra la popolazione di Terragnolo, Vallarsa, Val di Gresta e Garniga nonché sull'Altopiano di Folgaria. De Probizer fu inoltre costretto a combattere l'ignoranza e la renitenza dei funzionari pubblici austriaci che non riconoscevano la malattia o la consideravano solo un modo per ottenere aiuti statali. Il suo grande merito fu infatti di convincere le autorità pubbliche che si trattava di un problema serio su vasta scala, non solo sanitario ma anche sociale. Eseguì vari censimenti di tutti i pellagrosi non solo nel suo distretto ma su tutto il territorio del Tirolo italiano e visitò alcuni istituti specializzati per la lotta alla pellagra sorti nel Regno d'Italia. Nel 1897 ottiene dal podestà di Rovereto, Barone Valeriano Malfatti, che condivise la sua causa come vicepresidente del Parlamento di Vienna anche davanti ai deputati, il permesso di istituire una prima casa di cura contro la malattia. Questo primo pellagrosario, denominato alle Ghiaie, entrò in funzione nell'ottobre 1898 e la sua direzione sanitaria fu affidata ad una commissione di cura presieduta dal Dottore Guido de Probizer.
De Probizer condivise la teoria tossica di Cesare Lombroso sulle cause della pellagra, dovuta secondo lui a delle muffe del granoturco. Non trascurò neanche l'importanza che ebbero i condizioni di miseria della popolazione sulla diffusione della malattia senza però trarre le logiche conseguenze. Nel 1921 negò addirittura, in aperto contrasto con le idee socialiste, la relazione tra malattia e le condizioni precarie della popolazione.
Il pellagrosario alle Ghiaie fu attivo fino al 1905 e contribuì in maniera decisiva soprattutto alla divulgazione scientifica della malattia nell'Impero austro-ungarico. Fu la cosiddetta culla della campagna antipellagrosa e fonte per vari studi e relazioni portati avanti da de Probizer sulla pellagra.
Nel 1898 eseguì un secondo censimento sui malati di pellagra dal quale risultò che la popolazione di Terragnolo, con una percentuale oltre il 52%, fu la più colpita del Trentino. Nel 1900 fu nominato presidente dell'Accademia degli Agiati, incarico che mantiene fino al 1912 e che sfruttò anche per propagare la battaglia contro la malattia. Tra il 1901 e 1902 estese i suoi censimenti su tutto il territorio del Tirolo italiano rilevando quasi 5000 casi di pellagra. Nel frattempo il pellagrosario alle Ghiaie si dimostrò troppo piccolo e de Probizer chiese aiuto all'imperatore Francesco Giuseppe in persona che gli assegnò un contributo consistente per l'acquisto di un terreno edificabile. Terreno che fu individuato un po' sopra la città e già nell'estate del 1903 fu posta la prima pietra del nuovo pellagrosario di Rovereto. Il 20 febbraio 1904 fu inoltre firmata da Francesco Giuseppe una legge contro la pellagra, un provvedimento che mise a disposizione dei finanziamenti statali per migliorare le condizioni della popolazione agricola e combattere così la diffusione della malattia. De Probizer, nel 1903 nominato ispettore provinciale per la pellagra, concentrò in seguito l'azione antipellagrosa nel comune di Terragnolo dove fu tra l'altro introdotta la refezione scolastica, furono assegnati sussidi alla famiglia cooperativa per consentire la vendita di alimentari al prezzo praticato a Rovereto e costruiti un forno per il pane, nuovi acquedotti, nuove fontane e nuovi edifici scolastici. Inoltre il fondo antipellagroso si assunse il costo che doveva sostenere il comune per la costruzione della strada Rovereto - Serrada.
Quando il nuovo pellagrosario aprì nel 1905 la malattia aveva già superato il suo apice. La battaglia portata avanti da de Probizer non trovò comunque la condivisione di tutta la popolazione. Una parte di essa temette che il nome di Rovereto fosse associato negativamente alla pellagra. Inoltre i sussidi assegnati per la costruzione dei forni per il pane avevano danneggiato il giro di affari dei panificatori privati. De Probizer perse in seguito anche il sostegno del clero, così importante a causa della sua capillarità sul territorio e la promozione antipellagrosi, quando iniziò un dibattito pubblico sui giornali locali con padre Agostino Gemelli sulle cause della malattia. Quest'ultimo, in forte contrasto con Lombroso, sostenne in due conferenze tenutesi a Rovereto nel 1910 che la pellagra non fosse causata dal mais ma da un parassita. Lo scontro provocò un calo di popolarità di de Probizer anche davanti alle autorità provinciali di Innsbruck e ad un ridimensionamento del suo ruolo.
Dopo lo scoppio della prima guerra mondiale nel 1914 l'istituto pellagroso fu parzialmente occupato dalle autorità militari e utilizzato come ospedale militare. Il 22 maggio 1915, un giorno prima della dichiarazione di guerra dell'Italia all'Austria-Ungheria, de Probizer fu arrestato per irredentismo e in seguito internato nel campo di Katzenau dove rimase per due mesi. A parte un breve altro internamento durante la Strafexpedition si occupò per il resto della guerra come medico dei profughi trentini nella zona del salisburghese. Ritornò a Rovereto a guerra conclusa nel dicembre 1918. Nel 1919 fu riaperto il pellagrosario e de Probizer, nominato presidente dell'istituto nonché presidente del consiglio sanitario provinciale, si dovette occupare soprattutto del ripristino della struttura danneggiata. Il pellagrosario fu definitivamente chiuso nel 1921 dopo che il numero di ammalati di pellagra si era ulteriormente ridotto. In seguito de Probizer si ritirò a vita privata e durante la stagione estiva andò a soggiornare nella sua villetta sulle rive del Lago di Cei. Ritornò sulla scena pubblica quando nel 1926 sostenne la candidatura di Mussolini come socio onorario dell'Accademia Roveretana degli agitati e quando all'età di 77 anni fu nominato da Vittorio Emanuele III cavaliere dell'Ordine della Corona d'Italia. Morì il 6 aprile 1929 a Rovereto.

## Opere
- La legge contro la pellagra e la sua applicazione nel Trentino, s.l., s.d.
- Considerazioni sulla pellagra: avuto riguardo speciale alla sua diffusione nel distretto politico di Rovereto, Rovereto, Tipografia roveretana, 1896.
- Istruzione popolare contro la pellagra, Rovereto, Tipografia roveretana, 1901.
- Quali provvedimenti sono da prendersi nei mulini per tutelare da danni pericolosi alla salute i prodotti molitori del mais, Udine, Tosolini, 1909.
- Un medico roveretano: precursore nello studio della pellagra, Rovereto, Grandi, 1909.
- Perché il Trentino deve riconoscenza a Cesare Lombroso: conferenza tenuta dal dott. Guido Probizer nell'aula accademica di Rovereto il 16 febbraio 1910, Rovereto,  Tipografia economica, 1910.
- Come venne applicata la legge contro la pellagra nel Trentino: relazione al V. Congresso pellagrologico italiano: Bergamo, 9, 10 e 11 settembre 1912, Udine, Tosolini, 1912.
- Studio sulla pellagra nelle popolazioni evacuate dal Trentino, Udine, Del Bianco, Domenico & figlio, 1921.
- Memorie sanitarie dei profughi trentini a Salisburgo, Forlì, Valbonesi, 1923.

## Rimembranze
Nell'ex istituto pellagrosario in funzione fino al 1921 si trova dal 2001 l'istituto per la formazione professionale alberghiero intitolato a Guido de Probizer.